# Predikce
Predikce (z lat. prae-, před, a dicere, říkat) znamená předpověď či prognózu, tvrzení o tom, co se stane nebo nestane v budoucnosti. Na rozdíl od věštění nebo hádání se slovo predikce obvykle užívá pro odhady, opřené o vědeckou hypotézu nebo teorii. Predikce se potvrzuje nebo vyvrací zkušeností, která ovšem často přichází až v okamžiku, kdy už se chyba nedá napravit. Nicméně může podpořit či vyvrátit spolehlivost hypotézy nebo zdroje.
Predikce mají pro život velký význam a lidé se o ně odjakživa snažili. Věštili z různých nepravidelných jevů, které se zdály souviset s budoucími událostmi, a dodnes se věští z ruky, z karet a podobně.

## Vědecká predikce
Schopnost velmi spolehlivé predikce založila autoritu některých věd, zejména tak zvaných exaktních věd, kde se predikce mohou opírat o předpoklad jediné nutné a dostačující příčiny, čili o předpoklad kauzality resp. monokauzality. Na možnosti predikce jsou založeny aplikace vědy.
Mezi slavné příklady potvrzených predikcí patří objev planety Neptun, kterou na základě LeVerrierových výpočtů objevil roku 1846 J. G. Galle. Jiný příklad je ohyb světla kolem Slunce, který potvrdil Einsteinovu teorii relativity. Na úspěšných predikcích se však zakládají všechny technické konstrukce kolem nás, úspěšná léčiva, postupy a podobně.

## Predikce složitých jevů
Naproti tomu ve vědách, které se zabývají složitými jevy s mnoha příčinami, jako je například meteorologie, jsou predikce počasí sice velmi významné a žádané, vždy však obsahují větší nebo menší míru nejistoty. To platí v ještě větší míře pro společenské vědy, i když i zde se například predikce volebních výsledků obvykle se značnou přesností potvrzují.
Zvláštní případ tvoří ekonomie, kde by úspěšné predikce byly zvlášť žádoucí, protože však v hospodářství hrají velkou roli lidské preference, očekávání a rozhodování, jsou zde predikce většinou zatíženy velkou nejistotou.
Míru předpověditelnosti určuje míra nelinearity systému (větší pro komplexnější a živé systémy). Podle teorie chaosu je předpověditelnost počasí omezena (Ljapunovův čas) na zhruba týden, ale u sluneční soustavy na milióny let.